# 卡爾·奧托·歐博蒂
卡爾·奧托·歐博蒂（Karl-Otto Alberty，1933年11月13日—）是一位德國演員，早年是個業餘的拳擊手，後來他在1959年轉往戲劇發展，常飾演二戰片的德國軍官，現已退休。

## 電影
- 第三集中營（1963）
- 坦克大決戰（1965）
- 魔鬼兵團（1968）
- 不列顛之戰（1969）
- 納粹狂魔（1969）
- 秘密大戰爭（1969）
- 戰略大作戰（1970）
- 拳王奮鬥史（1970）
- 突襲隆美爾（1971）
- 第五號屠宰場（1972）
- War and Remembrance（页面存档备份，存于）（1988 TV）

## 相關聯結
- 卡爾·奧托·歐博蒂在互联网电影资料库（IMDb）上的資料（英文） （英文）